# Pierre de la femme enceinte

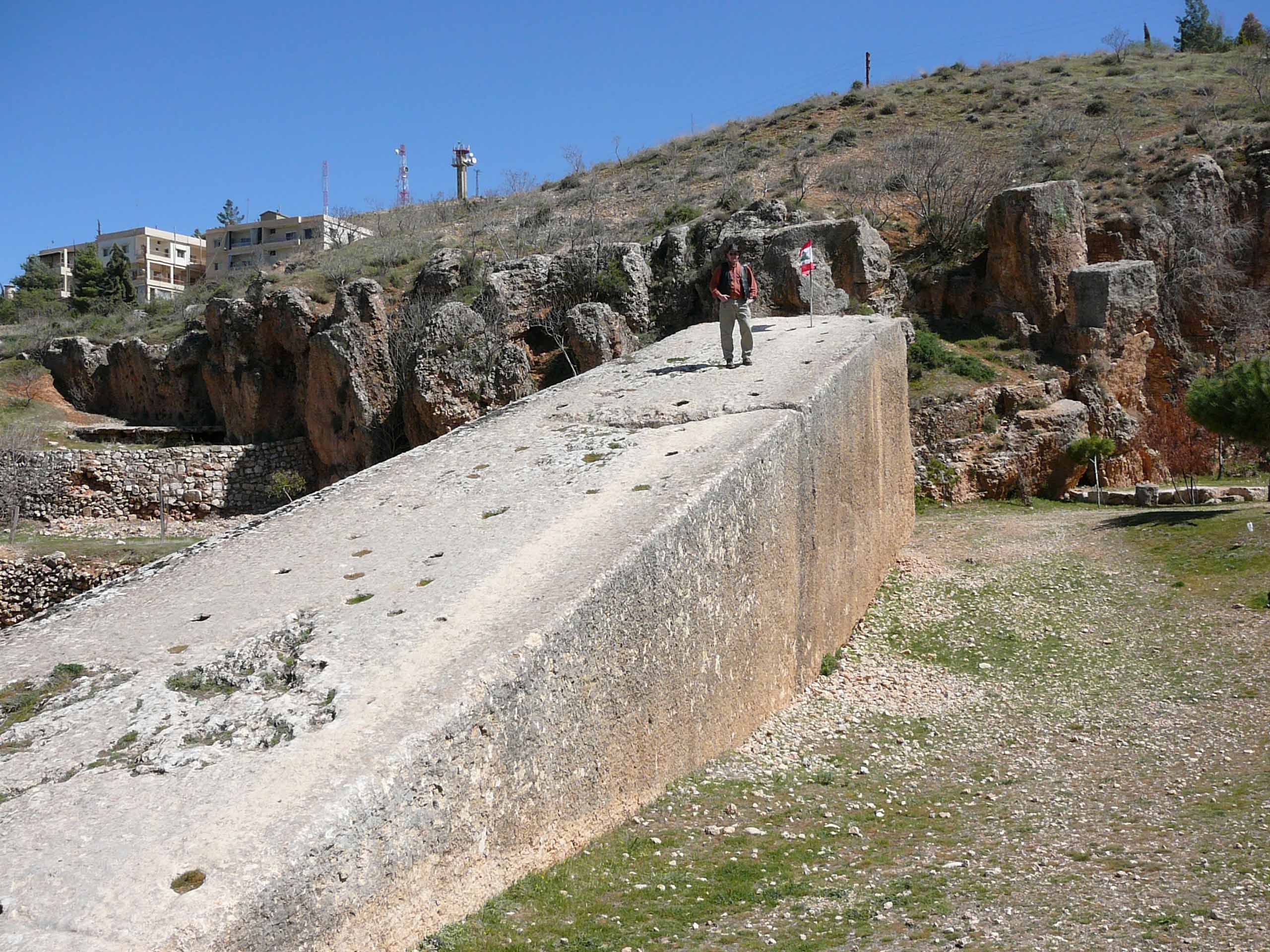
Pierre de la femme enceinte.

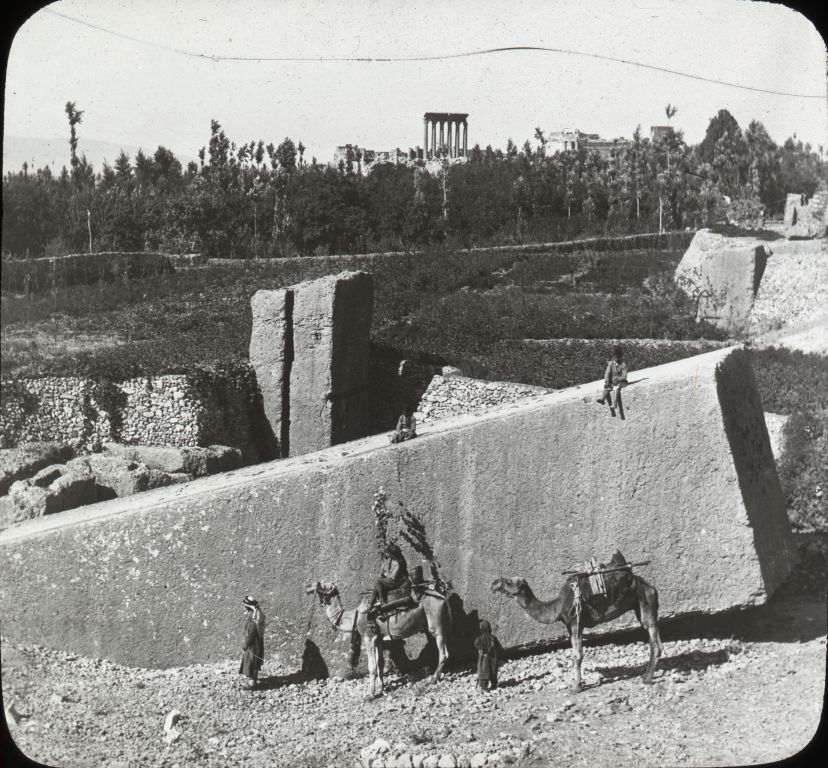
Pierre de la femme enceinte sur une diapositive du début du XXe siècle.

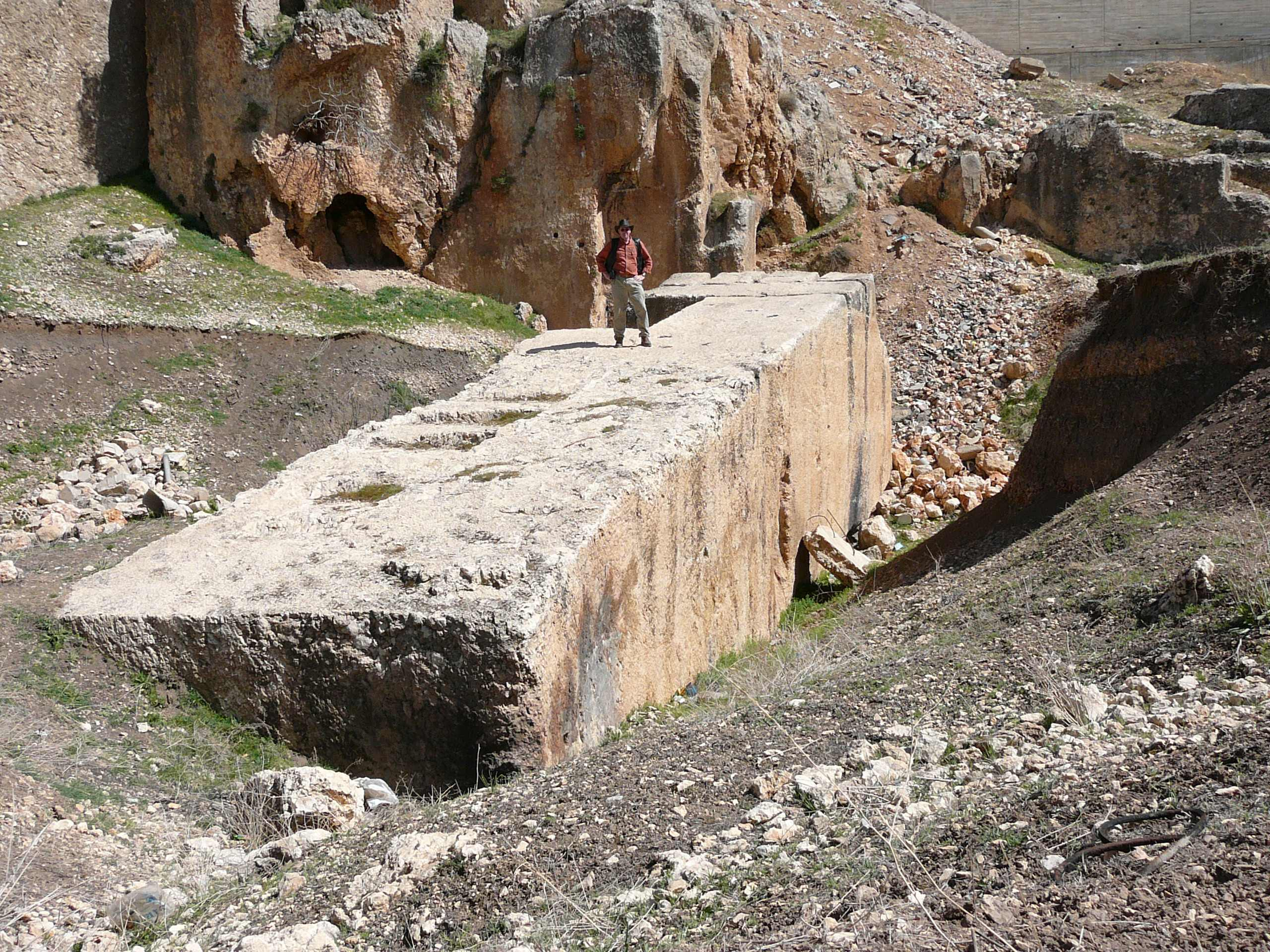
Un autre monolithe découvert dans les années 1990 à Baalbek, pesant 1242 t.

La Pierre de la femme enceinte, ou Pierre du sud (en arabe : Hajar el Hibla), est située à Baalbek (anciennement Héliopolis), au Liban. Tout comme deux blocs anciens se trouvant à proximité, elle figure parmi les plus longs monolithes jamais taillés par l'homme.

## Origine du nom
Le nom « Pierre de la femme enceinte » provient, selon la légende, d'une femme enceinte qui aurait amené la population naïve de Baalbek à croire qu'elle savait déplacer la pierre géante si on acceptait de la nourrir jusqu'à la naissance de son enfant.

## Histoire
Le monolithe aurait pu faire partie d'un trilithe.

## Description
Les dimensions du bloc de calcaire sont :
- longueur : de 20,31 à 20,76 m ;
- largeur à la base : 4 m ;
- largeur au sommet : de 4,14 à 5,29 m ;
- hauteur : de 4,21 à 4,32 m ;
- densité : de 2,6 à 2,8.

Elle pèse environ 1 000 tonnes.